# Ангел Димитров (историк)
Вижте пояснителната страница за други личности с името Ангел Димитров.
Ангел Симеонов Димитров е български дипломат и историк, професор.

## Биография
Ангел Димитров е роден на 14 ноември 1945 година в София. Завършва история в Софийския университет „Климент Охридски“ (1970).

### Научна кариера
Защитава дисертация в БАН на тема „Българското учебно дело след Кримската война 1856 – 1872 и националната революция“ под научното ръководство на проф. Виржиния Паскалева (1978).
Проучвател (1977 – 1978), научен сътрудник (1978 – 1987) и старши научен сътрудник (след 1987) в Института по история на БАН. Професор (ст.н. с. I ст.) в Института за исторически изследвания на БАН (2011).
Между 2002 и 2012 г. е ръководител на секция „История на българския национален въпрос“ в Института за исторически изследвания на БАН.
Член е на Научния съвет на Института по история на БАН и на Общото събрание на БАН. Председател на Общото събрание на учените в Института по история. Член на Съвета за българските читалища към Министерството на културата.
Член е на редакционната колегия на сп. „Исторически преглед“.
Владее английски и руски език, ползва чешки и сръбски.

### Дипломатическа кариера
В периода 1992 – 1993 г. е генерален консул на България в Република Македония. През 1994 г. става първият извънреден и пълномощен посланик на България в Скопие (1994 – 2001 г.)..
От 2012 до 2016 г. е извънреден и пълномощен посланик в Сърбия.
От май 2018 г. е съпредседател на Съвместната мултидисциплинарна експертна комисия по историческите и образователни въпроси на България и Република Македония.
Отличия
През 2021 г. Ангел Димитров бе награден с орден „Стара планина" - първа степен, за заслугите му в развитието на отношенията на България с държави от Западните Балкани и приноса му за защитата на българските национални интереси.

### Семейство
Ангел Димитров е женен за Рyмяна Станчева, дъщеря на пиcателя и поeт Лъчезар Станчев и преводачката Елена Станчева.